# Heptathela goulouensis
Heptathela goulouensis är en spindelart som beskrevs av Yin 200. Heptathela goulouensis ingår i släktet Heptathela och familjen ledspindlar. Inga underarter finns listade i Catalogue of Life.